# Стирлинг, Джейн
Джейн Сти́рлинг (англ. Jayne Stirling) — шотландская кёрлингистка.
В составе смешанной парной сборной Шотландии участник чемпионата мира по кёрлингу среди смешанных пар 2018. Чемпионка Шотландии среди смешанных пар.

## Достижения
- Чемпионат Шотландии по кёрлингу среди смешанных пар: золото (2017), серебро (2018).

## Команды
| Сезон                                               | Четвёртый       | Третий         | Второй           | Первый         | Запасной                     | Турниры                         |
| --------------------------------------------------- | --------------- | -------------- | ---------------- | -------------- | ---------------------------- | ------------------------------- |
| Кёрлинг среди смешанных команд (mixed curling)      |                 |                |                  |                |                              |                                 |
| 2015—16                                             | Stuart Marshall | Эми Макдональд | Andrew Callander | Джейн Стирлинг |                              | ЧШСК 2016 (7 место)             |
| Кёрлинг среди смешанных пар (mixed doubles curling) |                 |                |                  |                |                              |                                 |
| 2017—18                                             | Джейн Стирлинг  | Фрейзер Кинган |                  |                | тренер: Джудит Макклири (ЧМ) | ЧШСП 2017 · ЧМСП 2018 (9 место) |
| 2018—19                                             | Джейн Стирлинг  | Фрейзер Кинган |                  |                |                              | ЧШСП 2018                       |
| 2019—20                                             | Джейн Стирлинг  | Фрейзер Кинган |                  |                |                              | ЧШСП 2020 (7 место)             |

(скипы выделены полужирным шрифтом)